# Zwartowo (przystanek kolejowy)
Zwartowo – nieczynny przystanek kolejowy w Zwartowie na linii kolejowej nr 230 Wejherowo – Garczegorze, w województwie pomorskim.